# Hruševec (Słowenia)
Hruševec – wieś w Słowenii, w gminie Šentjur. W 2018 roku liczyła 34 mieszkańców.